# Close (film, 2019)
Pour les articles homonymes, voir Close.
Pour plus de détails, voir Fiche technique et Distribution.
Close est un film d'action britannique réalisé par Vicky Jewson (en), sorti en 2019. L'histoire se base sur l'histoire vraie de Jacquie Davis, une garde du corps ayant travaillé pour J. K. Rowling, la famille royale britannique ou encore, Nicole Kidman.

## Synopsis
Sam (Noomi Rapace), garde du corps, est embauchée pour protéger une jeune et riche héritière, Zoe Tanner (Sophie Nélisse), qui doit se rendre au Maroc. Un job qui semble facile jusqu'à ce qu'un étrange groupe les kidnappe et les oblige à se lancer dans une course pour leur survie.

## Fiche technique
Sauf indication contraire, les informations mentionnées dans cette section peuvent être confirmées par la base de données cinématographiques IMDb,  présente dans la section « Liens externes ».
- Titre : Close
- Réalisation : Vicky Jewson (en)
- Scénario : Vicky Jewson (en) et Rupert Whitaker
- Direction artistique : Luke Hull
- Décors : Rakaa Mohamed et Katie Scopes
- Costumes : Hayley Nebauer
- Photographie : Malte Rosenfeld
- Montage : Richard Smither
- Musique : Marc Canham
- Production : Arabella Gilbert
- Sociétés de production : Jewson Film, K Films et Whitaker Media
- Société de distribution : Netflix
- Pays de production :  États-Unis
- Langue originale : anglais
- Format : couleur
- Genre : action
- Durée : 94 minutes
- Dates de sortie :
  - États-Unis / France : 18 janvier 2019

## Distribution
- Noomi Rapace (VF : Julie Dumas) : Sam
- Sophie Nélisse (VF : Léopoldine Serre) : Zoe Tanner
- Indira Varma (VF : Dominique Vallée) : Rima Hassine (Tanner)
- Eoin Macken (VF : Axel Kiener) : Conall
- Mimi Keene : Claire
- George Georgiou (VF : Alexis Tomassian) : Nabil

Photos des acteurs principaux
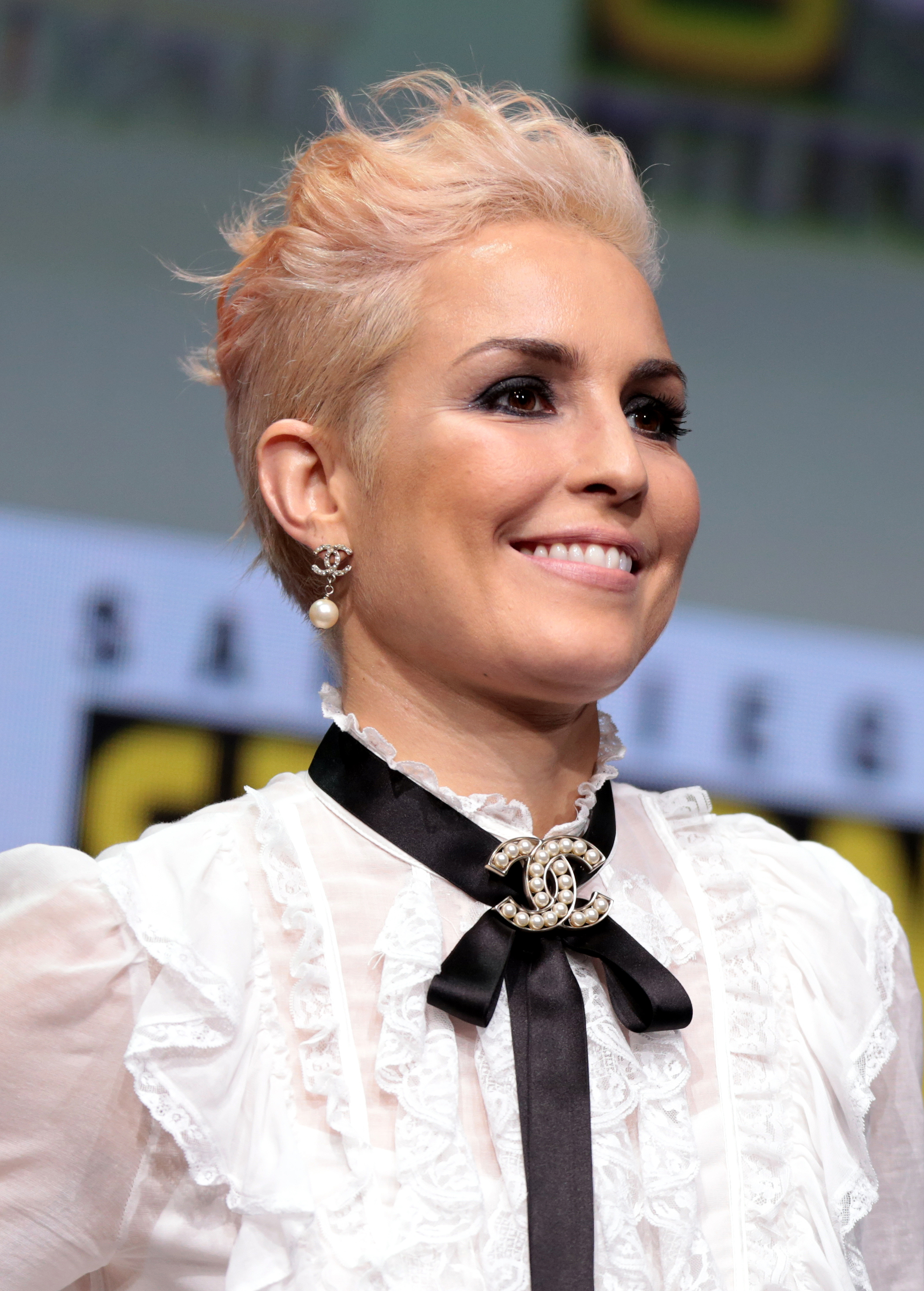
Noomi Rapace interprète Sam.
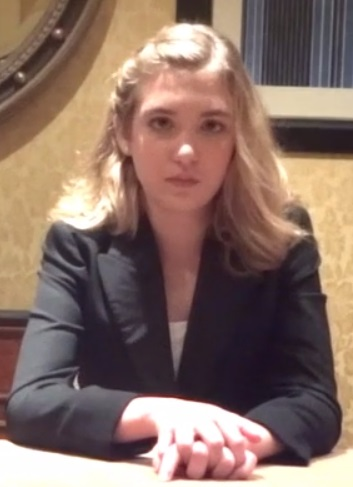
Sophie Nélisse interprète Zoe Tanner.
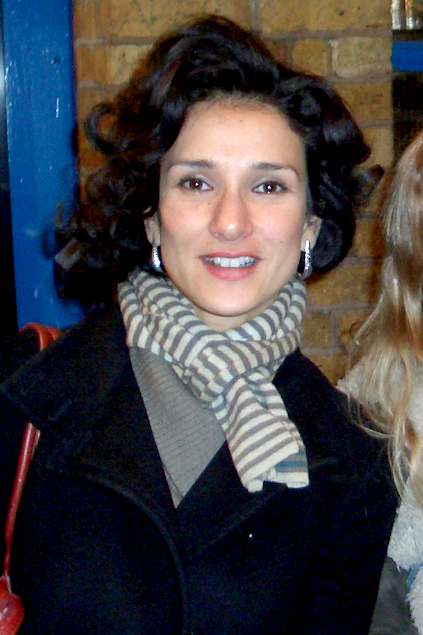
Indira Varma interprète Rima Hassine.
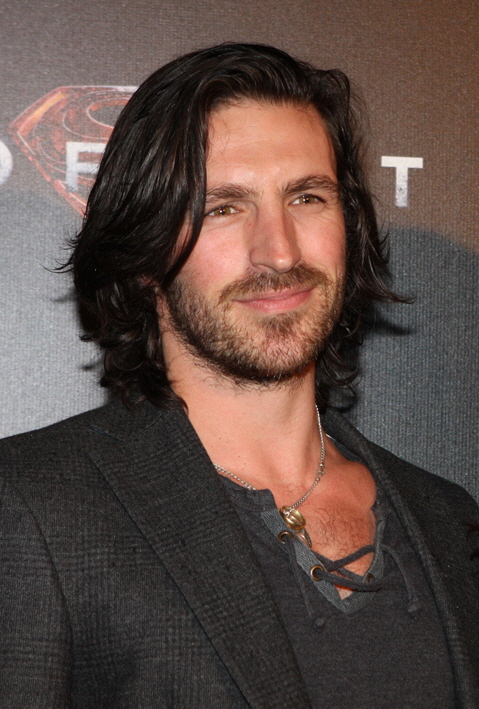
Eoin Macken interprète Conall.
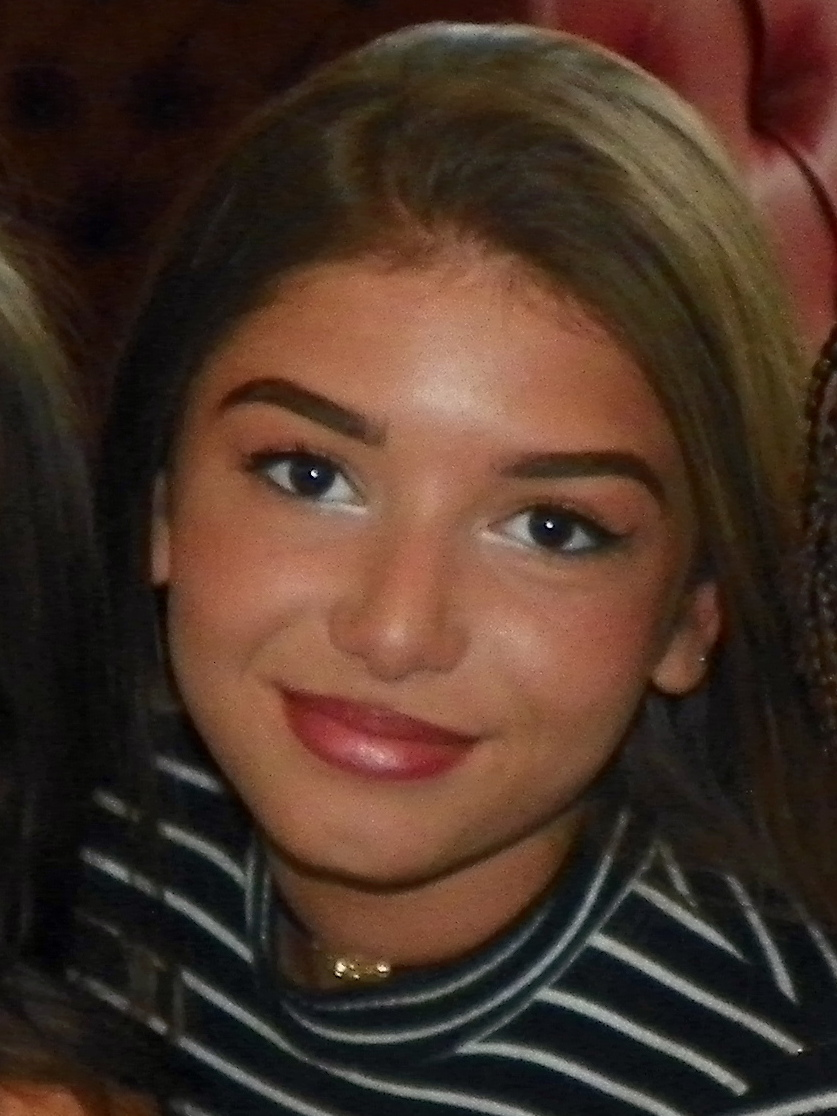
Mimi Keene interprète Claire.

## Production

### Tournage
Le tournage se déroule en août 2017 dans les Pinewood Studios dans le Buckinghamshire mais aussi dans de vrais décors à Londres, Casablanca et Marrakech.

### Anecdotes de tournage
Pour ce rôle, Rapace rencontre Jacquie Davis, et prend des cours avec The Circuit, l'organisation britannique d'officiers de protection rapprochée.